# 坪连铁路
坪连铁路，也称坪柳铁路、韶柳铁路，是二十世纪五六十年代未能建成的粤北地区一条铁路。起自京广铁路坪石站，向西至连县，长106公里。

## 历史
1958年，广东省决定开发连县煤田。铁道部和广东省联合投资修建韶关坪石至柳州铁路。其中坪石站至岩泉包公庙（栗源站）暂利用南岭铁路支线作过渡便线，由广东省投资169万元按坪连铁路技术标准技术改造。从岩泉包公庙至连县新建单线88.6km由铁道部投资，铁道兵第七师第三十一、三十二、三十三、三十四团并使用民工13235人施工。1961年9月因压缩基建停工。
2003年，广东省地方铁路责任有限公司与连州市成立了连州地方铁路公司，并委托铁道第四勘察设计院对新建铁路岩泉至连州地方铁路第一期工程新团结站至星子站段进行预可行性研究。全长46.2公里，预投资4.6亿元。 